# Сливова ракия
Сливова ракия или сливовица (на сръбски: шљивовица / šljivovica; на чешки: slivovice; на фински: slivovits; на немски: Sliwowitz, Slibowitz; на босненски: šljivovica; на хърватски: šljivovica; на унгарски: sligovica; на италиански: slivovitz; на македонска литературна норма: сливова; на полски: śliwowica; на румънски: şliboviţă; на руски: сливовица; на словашки: slivovica; на словенски: slivovka) е разновидност на ракията, произведена от дестилацията ферментирала каша от сливов плод. Тя е традиционна напитка за страните от Балканския полуостров, Централна и Източна Европа, предимно за славянските народи и съседни на тях народи унгарци, румънци, албанци. Сливовицата е национална напитка в Сърбия, средство за натурална размяна в Албания и напитка, която се използва от живите да почетат душите на своите починали близки в Полша.

## Особености на сливовата ракия в отделните страни
Традиционна за България е ракията от района на град Троян. Дестилацията и обработката на течността при отлежаването ѝ са започнали в рамките на Троянския манастир още през 14 век, а рецептата се пазела в тайна и се предавала от игумен на игумен. Знаело се само, че освен от ферментирал сливов плод, в ракията монасите са слагали и 40 вида билки, които да ѝ предадат чудесния вкус и аромат. По-късно дестилацията на сливова ракия излиза извън пределите на манастира. През 1871 г. унгарският пътешественик Феликс Каниц споменава в хрониките си за уменията на троянци да варят ракия от местен сорт сливи, характерен с високото си съдържание на захар и лесно отделящите се костилки.
В районите на Тетевен, Лесидрен, Елена, Кюстендил съществуват и други местни названия на сливовата ракия, които са резултат от селекцията на местни сортове сливи, начин на ферментация на плодовете и последваща дестилация.
В Полша дестилацията на сливовица е традиционна за страната и особено за южните планински райони. Като една от най-добрите марки е Лонцка сливовица, произвеждана в село Лонцко. Преди Втората световна война големи количества сливовица се е произвеждала от еврейската общност на страната.
В Чехия традиционен район на производство на сливовица е Моравия и особено в източната и южната му част.
В Сърбия сливовата ракия е традиционно питие, което се произвежда в най-голям мащаб от населението при домашни условия. Най-голямо количество ракия се произвежда в района на Шумадия. През 2004 г. страната е произвела 400 000 литра сливова ракия. Сърбия е страната най-голям износител на сливовица в света и втори по размер износител на сливи.